# Ла-Пунт-Чамуэшч
Ла-Пунт-Чамуэшч (нем. La Punt Chamues-ch, до 2019 нем. La Punt-Chamues-ch) — коммуна в Швейцарии, в кантоне Граубюнден.
Входит в состав региона Малоя (до 2015 года входила в округ Малоя). Население составляет 714 человек (на 31 декабря 2006 года). Официальный код — 3785.
1 января 2020 года официальное название коммуны было изменено с La Punt-Chamues-ch на La Punt Chamues-ch.